# شهرداری کربینچی
شهرداری کربینچی (به لاتین: Karbinci Municipality) یک منطقهٔ مسکونی در مقدونیه شمالی است که در مقدونیه شمالی واقع شده‌است. شهرداری کربینچی ۲۲۹٫۷ کیلومتر مربع مساحت و ۴٬۰۱۲ نفر جمعیت دارد.